# Nadłak
Nadłak (ukr. Надлак) – wieś na Ukrainie, w obwodzie kirowohradzkim, w rejonie kropywnyckim, siedziba hromady. W 2001 liczyła 1812 mieszkańców, spośród których 1738 wskazało jako ojczysty język ukraiński, 42 rosyjski, 27 mołdawski, 2 białoruski, a 3 ormiański.